# Diazinone
Il diazinone è un liquido incolore o marrone scuro ed è un estere acido tiofosforico sintetizzato nel 1952 dalla Ciba-Geigy, una compagnia chimica svizzera (poi Novartis e successivamente Syngenta). È un insetticida organofosfato sistemico usato in passato per il controllo di blatte, pesciolini d'argento, formiche e pulci in ambiente domestico. L'uso casalingo dell'insetticida è stato vietato nel 2004; viene ancora usato in agricoltura.
Il diazinone uccide gli insetti inibendo l'acetilcolinesterasi, un enzima necessario per il corretto funzionamento del sistema nervoso. Ha una bassa persistenza nel suolo e la sua emivita è di 1-2 settimane.
I sintomi associati all'avvelenamento da diazinone nell'uomo includono debolezza, mal di testa, oppressione, offuscamento della vista , salivazione eccessiva, sudorazione, nausea, vomito, diarrea, crampi addominali e difficoltà nella pronuncia.
Per i coltivatori di piante carnivore, il diazinone è conosciuto come uno dei più efficaci insetticidi sistemici, in grado di eliminare gravi infestazioni di afidi, cocciniglie ed altri parassiti lasciando intatta la pianta. Il malatione e l'imidacloprid sono suoi sostituti meno efficaci.